# عبد المجيد النابلي
عبد المجيد النابلي عالم آثار تونسي. شغل مَنْصِبَيْ محافظ الموقع الأثري بقرطاج والمتحف الوطني بقرطاج أثناء الحملة الدولية لليونسكو لإنقاذ المدينة القديمة بقرطاج (بين عامي 1972 و1992)، وهو الذي أشرف على عملها.
يشغل عبد المجيد النابلي منصب مدير أبحاث بالمعهد الوطني للآثار والفنون التونسية، وهو المعروف حاليًا باسم المعهد الوطني للتراث، وهو أيضا عضو مراسل في معهد الآثار الألماني.
وهو متزوج من ليليان النابلي، عالمة الآثار المتخصصة في الفترة المسيحية لقرطاج.